# Nothobranchius geminus
Nothobranchius geminus – gatunek ryby z rzędu karpieńcokształtnych. Występuje w Tanzanii. Osiąga do 3,2 cm długości.